# 伊斯玛丁
伊斯玛丁可敦（英語：ʿIṣmat ad-Dīn Khātūn，阿拉伯语：‎，?—1186年1月26日），是布里迪王朝摄政王穆因纽丁·乌讷尔的女儿，她先后嫁给了赞吉王朝统治者努尔丁及阿尤布王朝统治者萨拉丁。

## 生平

### 早年
伊斯玛丁的意义为“纯洁的信仰”，她的生名并未被记载。尽管她的父亲穆因纽丁·乌讷尔和耶路撒冷保持着盟友关系，在1147年乌讷尔选择和赞吉王朝结盟，伊斯玛丁依照双方的条约被迫嫁给努尔丁。1149年，伊斯玛丁的父亲去世，她随着努尔丁在1154年拿下大马士革后，一同搬回到大马士革。1174年，努尔丁去世，伊斯玛丁扶持了努尔丁仅十一岁的儿子伊斯梅尔成为新任国王，并顺势接掌了赞吉王朝的权力。此时得知努尔丁去世的阿马尔里克一世率军攻打巴尼亚斯，没有足够军事力量的伊斯玛丁试图贿赂阿马尔里克使他退军。阿马尔里克并未满足伊斯玛丁的条件，他花费两个星期持续攻城，迫使伊斯玛丁付出了更多的金钱并放回20名天主教囚徒，这才收兵。

### 晚年
1176年，萨拉丁创立阿尤布王朝，他在巩固了他在埃及的势力之后向叙利亚进发。尽管萨拉丁在名义上依旧是赞吉王朝的藩属，他依靠迎娶伊斯玛丁解决了这个问题。伊斯玛丁在这个时候已经近四十岁了，她和萨拉丁新婚后在一起不过两天就不得不分离。伊斯玛丁在接下来的十年里并未与萨拉丁有多次接触，也未有子嗣，萨拉丁依旧保持着每天给她写信。1186年伊斯玛丁去世，萨拉丁手下卡迪·法迪尔为了照顾萨拉丁的病情，在几个月后才告知萨拉丁关于伊斯玛丁的逝世。
伊斯玛丁生前对公共事业非常热情，曾捐助建造过多所哈乃斐派的学校及她父亲乌讷尔的陵墓。